# I Can't Let Go (album)
I Can't Let Go è l'album in studio di debutto della cantante Brittanica Suki Waterhouse, pubblicato il 6 maggio 2022  dall'etichetta discografica Sub Pop Records. 

## Descrizione
Ufficialmente segnando il suo debutto commerciale, Waterhouse condivide il suo primo progetto di registrazione full-length dopo una serie di singoli precedenti con cui aveva già accennato a queste intenzioni. Un progetto pieno di melodie nostalgiche e indie rock che avvolge un mondo di esperienze diaristiche, intime e significative nella vita di Waterhouse. 
tramite Vogue

## Tracce
1. Moves – 3:13
2. Devil I Know – 3:52
3. Melrose Meltdown – 3:32
4. Put me Trough It – 3:03
5. My Mind – 3:10
6. Bullshit on the Internet – 2:47
7. Wild Side – 3:55
8. On Your Thumb – 3:10
9. Slip – 3:16
10. Blessed – 3:51